# Philippe Étancelin
Philippe Étancelin,  francoski dirkač Formule 1, * 29. december 1896, Rouen, Normandija, Francija, † 13. oktober 1981, Neuilly-sur-Seine, Francija.
Philippe Étancelin je pokojni francoski dirkač Formule 1, ki je sodeloval v prvih dveh letih prvenstva Formule 1, že pred tem pa je dobil več kot petnajst pomembnejših evropskih dirk, tudi 24 ur Le Mansa leta 1934.

## Kariera
Philippe Étancelin se je rodil 29. decembera 1896 v francoskem mestu Rouen. Dirkati je začel v sezoni 1926 z Bugattijem in takoj je opozoril nase z zmago na dirki Grand Prix de Reims. Med zimo je delal kot prodajalec, poleti pa je dirkal, kot mehanik za postanke v boksih pa je bila tudi njegova žena Suzanne. V naslednji sezoni 1927 je zmagal na dirki Grand Prix de la Marne, v sezoni 1929 pa že na treh dirkah, Grand Prix de la Marne, Grand Prix du Comminges in Velika nagrada La Baule. V sezoni 1930 pa je naredil še korak naprej, saj je zmagal na svoji prvi dirki najvišjega ranga Grandes Épreuves za Veliko nagrado Francije, ob tem pa še na dirki Circuit du Dauphiné. V sezoni 1931 na prvenstvenih dirkah ni bil uspešen, je pa na neprvenstvenih dirkah dosegel štiri zmage, Circuit d'Esterel Plage, Velika nagrada Dieppa, Circuit du Dauphiné in Grand Prix du Comminges. 
Po sezoni 1932, v kateri je zmagal le na dirki Velika nagrada Pikardije, je v sezoni 1933 zapravil zmago na dirki za Veliko nagrado Francije, ko ga je uspel v zadnjem krogu prehiteti in zmagati Giuseppe Campari, je pa zmagal dvakrat na dirkah Velika nagrada Pikardije in Grand Prix de la Marne. V naslednji sezoni 1934 je dosegel eno najpomembnejši zmag v karieri na dirki 24 ur Le Mansa z Luigijem Chinettijem, dobil pa je še dirko za Veliko nagrado Dieppa. Naslednjo zmago je nato dosegel v sezoni 1936 na dirki Grand Prix de Pau. Nato z izjemo četrtega mesta na prvenstveni dirki za Veliko nagrado Francije v sezoni 1939 ni dosegel odmevnejšega rezultata do druge svetovne vojne. 
Tudi po koncu vojne ni bel preveč uspešen, prvo pomembnejšo zmago je dosegel na dirki za Veliko nagrado Pariza v sezoni 1949. Med sezonama 1950 in 1952 je sodeloval tudi v novonastalem Svetovnem prvenstvu Formule 1. Na dvanajstih dirkah se je dvakrat v sezoni 1950 uvrstil med dobitnike točk, na dirkah za Veliko nagrado Francije, kjer si je peto mesto delil z Eugènom Chaboudom in Veliko nagrado Italije, kjer je bil tudi peti. S slednjo dirko tudi drži rekord za najstarejšega dirkača, ki se mu je uspelo uvrstiti med dobitnike točk. Umrl je leta 1981 v mestu Neuilly-sur-Seine.

## Pomembnejše zmage
- Velika nagrada Alžirije 1930
- Velika nagrada La Baule 1929
- Grand Prix du Comminges 1929, 1931
- Circuit du Dauphiné 1930, 1931
- Velika nagrada Francije 1930
- Velika nagrada Dieppa 1931
- Grand Prix de la Marne 1929, 1933
- Grand Prix de Pau 1930, 1936
- Velika nagrada Pikardije 1932, 1933
- Grand Prix de Reims 1927, 1929
- St. Raphael 1931
- 24 ur Le Mansa 1934

## Rezultati

### Evropsko avtomobilistično prvenstvo
(legenda) (odebeljene dirke pomenijo najboljši štartni položaj)
| Leto | Moštvo             | Tovarna    | 1       | 2       | 3       | 4       | 5   | Prv | Toč |
| ---- | ------------------ | ---------- | ------- | ------- | ------- | ------- | --- | --- | --- |
| 1931 | Privatnik          | Bugatti    | ITA Ret | FRA Ret | BEL     |         |     | 34= | 21  |
| 1932 | Privatnik          | Alfa Romeo | ITA     | FRA Ret | NEM     |         |     | 16= | 21  |
| 1935 | Scuderia Subalpina | Maserati   | BEL     | NEM Ret | ŠVI Ret | ITA Ret | ŠPA | 17  | 34  |
| 1936 | Privatnik          | Maserati   | MON Ret | NEM     | ŠVI Ret | ITA     |     | 18= | 28  |
| 1938 | Talbot-Darracq     | Talbot     | FRA Ret | NEM     | ŠVI     | ITA     |     | 24= | 29  |
| 1939 | Talbot-Darracq     | Talbot     | BEL     | FRA 4   | NEM     | ŠVI     |     | 16= | 28  |

### Formula 1
(legenda) (odebeljene dirke pomenijo najboljši štartni položaj, poševne pa najhitrejši krog, †-uvrščen kljub odstopu)
| Leto | Moštvo                     | Šasija              | Motor               | 1      | 2       | 3       | 4       | 5       | 6       | 7     | 8     | Prv | Toč |
| ---- | -------------------------- | ------------------- | ------------------- | ------ | ------- | ------- | ------- | ------- | ------- | ----- | ----- | --- | --- |
| 1950 | Philippe Étancelin         | Talbot-Lago T26C    | Talbot Straight-6   | VB 8   | MON Ret | 500     | ŠVI Ret |         |         | ITA 5 |       | 18. | 3   |
| 1950 | Automobiles Talbot-Darracq | Talbot-Lago T26C DA | Talbot Straight-6   |        |         |         |         | BEL Ret |         |       |       | 18. | 3   |
| 1950 | Philippe Étancelin         | Talbot-Lago T26C DA | Talbot Straight-6   |        |         |         |         |         | FRA 5   |       |       | 18. | 3   |
| 1951 | Philippe Étancelin         | Talbot-Lago T26C DA | Talbot Straight-6   | ŠVI 10 | 500     | BEL Ret | FRA Ret | VB      | NEM Ret | ITA   | ŠPA 8 | NC  | 0   |
| 1952 | Escuderia Bandeirantes     | Maserati A6GCM      | Maserati Straight-6 | ŠVI    | 500     | BEL     | FRA 8   | VB      | NEM     | NIZ   | ITA   | NC  | 0   |